# 가토리 요시타카
가토리 요시타카(일본어: 鹿取 義隆, 1957년 3월 10일 ~ )는 일본의 전 프로 야구 선수이자 야구 해설가·평론가이다.

## 인물

### 프로 입단 전
고치현 가미시 출신으로 고치 시립 고치 상업고등학교를 거쳐 메이지 대학에 진학, 대학 시절 다카하시 미치타케(전 주니치 드래건스)와 함께 메이지 대학의 주력 투수로 활약을 했다. 도쿄 지역 6개 대학 야구팀으로 구성된 도쿄 6대학 리그 통산 성적은 58경기에 등판하여 21승 14패, 평균자책점 1.89, 219탈삼진을 기록했다.

### 요미우리 자이언츠 시절
대학 졸업 후 사회인 야구팀에 입단할 예정이었지만 1978년 일본 야구계의 최대 이슈로 알려진 에가와 사건으로 인해 요미우리 자이언츠가 프로 야구 드래프트 회의에 불참한 같은 해 11월 22일의 프로 야구 드래프트 회의에서는 어느 구단으로부터 지명을 받지 않았고 며칠 후 드래프트 번외로 요미우리에 입단했다. 다채로운 변화구를 가질 정도의 특색을 지니는 등 요미우리에 입단한 직후 중간 계투로서 스미 미쓰오와 함께 매년과 같은 활약을 보였다. 프로 9년차인 1987년에는 63경기에 등판하면서 7승 4패 18세이브와 1.90의 평균자책점을 기록했고 팀의 리그 우승 달성에 기여했다(안타깝게도 MVP는 놓치면서 팀내 간판 포수인 야마쿠라 가즈히로가 차지했다).

### 세이부 라이온스 시절
1989년 시즌 종료 후 맞트레이드로 세이부 라이온스에 입단하여 이듬해인 1990년에 시즌 최다인 24세이브를 기록하면서 최다 세이브(최우수 구원 투수) 타이틀을 석권했다. 그 후 시오자키 데쓰야와 콤비를 이루면서 배터리를 짜는 등 중간 계투로서 활약, 팀의 여러 차례 우승에 제패하여 1991년에는 자신의 생애 처음으로 마운드에서 우승이 결정된 순간에 헹가래 투수가 되는 등 세이부의 황금시대를 이끈 선수로 활약을 했다. 최종적으로는 요미우리 시절의 통산 45승 29패 58세이브를 웃도는 46승 17패 73세이브의 기록을 남기면서 1997년에는 19년간의 현역 생활을 은퇴했다.

### 그 후
은퇴 후 나가시마 시게오 감독의 지휘하에 요미우리의 투수 코치로 부임하여 오카지마 히데키의 투구 폼을 세밀하게 지도 또는 조정하면서 오카지마의 제구력을 끌어올리기도 했고, 2001년에는 미국으로 건너가 로스앤젤레스 다저스 산하 마이너 리그 팀에서 코치 연수를 받았다. 이에 앞서 2월에는 애리조나주의 캠프에서 KBO 리그팀인 삼성 라이온즈의 임시 투수 코치를 맡았다. 사이드 스로 투수였던 임창용을 지도할 예정이었지만 계약 문제로 임창용이 귀국하면서 다른 투수에 대한 지도를 실시했다.
2001년 시즌 종료 직후 요미우리의 감독으로 취임한 하라 다쓰노리 감독의 요청으로 수석 코치로 발탁, 정규 시즌 동안 하라 자이언츠(原ジャイアンツ) 시대에는 절대적인 구원 투수를 확립하기 위해 우에하라 고지를 구원 투수의 에이스로 배치 전환하려고 했던 하라 감독의 계획안에 반대하기도 했다. 이듬해인 2003년에는 요미우리 코치직을 2년 만에 사임했다.
2006년 월드 베이스볼 클래식 일본 대표팀의 투수 코치로 발탁되어 팀의 우승에 기여했고, 현재는 스포츠 호치 야구 평론가, RF라디오닛폰에서 야구 해설가와 평론가로 활동하고 있다. 현역을 은퇴한 선수들로 구성된 프로 야구 마스터스 리그 팀인 삿포로 앰비셔스(札幌アンビシャス)의 소속 선수로 활동했다.

## 상세 정보

### 출신 학교
- 고치 시립 고치 상업고등학교
- 메이지 대학

### 선수 경력
- 요미우리 자이언츠(1979년 ~ 1989년)
- 세이부 라이온스(1990년 ~ 1997년)

### 지도자·기타 경력
- 요미우리 자이언츠 투수 코치(1998년 ~ 2000년, 2002년 ~ 2003년)
- 로스앤젤레스 다저스 투수 코치(2001년)
- 월드 베이스볼 클래식 일본 국가대표팀 투수 코치(2006년)

※ 그 외에 스포츠 호치, RF라디오닛폰의 해설가, 프로 야구 마스터스 리그인 삿포로 앰비셔스의 선수로 활동.

### 수상·타이틀 경력

#### 타이틀
- 최우수 구원 투수 : 1회(1990년)

#### 수상
- 월간 MVP : 1회(1984년 7월)
- 파이어맨상 : 1회(1990년)

### 개인 기록
- 올스타전 출장 : 3회(1987년, 1991년, 1993년)

### 등번호
- 29(1979년 ~ 1989년)
- 26(1990년 ~ 1997년)
- 75(1998년 ~ 2000년)
- 84(2002년 ~ 2003년)

### 연도별 투수 성적
| 연 도       | 소 속       | 등 판 | 선 발 | 완 투 | 완 봉 | 무 4 구 | 승 리 | 패 전 | 세 이 브 | 홀 드 | 승 률 | 타 자 | 이 닝  | 피 안 타 | 피 홈 런 | 볼 넷 | 고 4 | 몸 맞 | 탈 삼 진 | 폭 투 | 보 크 | 실 점 | 자 책 점 | 평 자 책 | W H I P |
| ----------- | ----------- | ----- | ----- | ----- | ----- | ------- | ----- | ----- | -------- | ----- | ----- | ----- | ------ | -------- | -------- | ----- | ---- | ----- | -------- | ----- | ----- | ----- | -------- | -------- | ------- |
| 1979년      | 요미우리    | 38    | 0     | 0     | 0     | 0       | 3     | 2     | 2        | --    | .600  | 244   | 59.0   | 45       | 5        | 25    | 2    | 5     | 29       | 0     | 1     | 24    | 22       | 3.36     | 1.19    |
| 1980년      | 요미우리    | 51    | 0     | 0     | 0     | 0       | 4     | 3     | 3        | --    | .571  | 336   | 86.0   | 59       | 7        | 30    | 8    | 5     | 63       | 1     | 0     | 18    | 17       | 1.78     | 1.03    |
| 1981년      | 요미우리    | 22    | 0     | 0     | 0     | 0       | 1     | 0     | 0        | --    | 1.000 | 148   | 37.2   | 25       | 3        | 11    | 2    | 3     | 22       | 0     | 0     | 12    | 10       | 2.37     | 0.96    |
| 1982년      | 요미우리    | 21    | 5     | 0     | 0     | 0       | 3     | 2     | 0        | --    | .600  | 243   | 57.2   | 57       | 10       | 12    | 0    | 5     | 36       | 0     | 0     | 30    | 29       | 4.50     | 1.20    |
| 1983년      | 요미우리    | 38    | 5     | 1     | 0     | 0       | 5     | 2     | 1        | --    | .714  | 396   | 94.0   | 101      | 14       | 25    | 2    | 1     | 64       | 1     | 0     | 41    | 38       | 3.64     | 1.34    |
| 1984년      | 요미우리    | 48    | 1     | 0     | 0     | 0       | 4     | 3     | 6        | --    | .571  | 345   | 88.0   | 69       | 11       | 25    | 4    | 1     | 58       | 1     | 0     | 27    | 24       | 2.45     | 1.07    |
| 1985년      | 요미우리    | 60    | 0     | 0     | 0     | 0       | 4     | 5     | 4        | --    | .444  | 350   | 84.1   | 74       | 11       | 30    | 4    | 3     | 75       | 0     | 1     | 33    | 33       | 3.52     | 1.23    |
| 1986년      | 요미우리    | 59    | 0     | 0     | 0     | 0       | 4     | 3     | 4        | --    | .571  | 398   | 101.0  | 82       | 8        | 18    | 3    | 3     | 68       | 0     | 0     | 29    | 26       | 2.32     | 0.99    |
| 1987년      | 요미우리    | 63    | 0     | 0     | 0     | 0       | 7     | 4     | 18       | --    | .636  | 366   | 94.2   | 66       | 8        | 16    | 4    | 4     | 70       | 0     | 0     | 23    | 20       | 1.90     | 0.87    |
| 1988년      | 요미우리    | 45    | 0     | 0     | 0     | 0       | 8     | 4     | 17       | --    | .667  | 271   | 64.2   | 63       | 10       | 12    | 6    | 2     | 40       | 1     | 0     | 25    | 23       | 3.20     | 1.16    |
| 1989년      | 요미우리    | 21    | 0     | 0     | 0     | 0       | 2     | 1     | 3        | --    | .667  | 142   | 34.1   | 29       | 4        | 10    | 1    | 2     | 25       | 2     | 0     | 12    | 12       | 3.15     | 1.14    |
| 1990년      | 세이부      | 37    | 0     | 0     | 0     | 0       | 3     | 1     | 24       | --    | .750  | 179   | 45.0   | 41       | 3        | 11    | 2    | 1     | 26       | 0     | 0     | 15    | 15       | 3.00     | 1.16    |
| 1991년      | 세이부      | 34    | 0     | 0     | 0     | 0       | 7     | 1     | 8        | --    | .875  | 287   | 70.2   | 60       | 3        | 22    | 10   | 0     | 37       | 0     | 0     | 15    | 14       | 1.78     | 1.16    |
| 1992년      | 세이부      | 38    | 1     | 0     | 0     | 0       | 10    | 1     | 16       | --    | .909  | 302   | 76.2   | 56       | 4        | 20    | 7    | 3     | 41       | 2     | 0     | 21    | 21       | 2.47     | 0.99    |
| 1993년      | 세이부      | 42    | 1     | 0     | 0     | 0       | 5     | 4     | 16       | --    | .556  | 274   | 68.0   | 57       | 2        | 17    | 4    | 4     | 47       | 0     | 0     | 21    | 17       | 2.25     | 1.09    |
| 1994년      | 세이부      | 40    | 0     | 0     | 0     | 0       | 7     | 3     | 5        | --    | .700  | 305   | 76.2   | 66       | 4        | 18    | 1    | 8     | 53       | 0     | 0     | 29    | 29       | 3.40     | 1.10    |
| 1995년      | 세이부      | 43    | 3     | 0     | 0     | 0       | 6     | 3     | 2        | --    | .667  | 344   | 85.2   | 74       | 8        | 19    | 3    | 4     | 43       | 1     | 0     | 24    | 23       | 2.42     | 1.09    |
| 1996년      | 세이부      | 47    | 0     | 0     | 0     | 0       | 7     | 3     | 2        | --    | .700  | 317   | 75.0   | 69       | 3        | 28    | 6    | 4     | 48       | 1     | 0     | 22    | 20       | 2.40     | 1.29    |
| 1997년      | 세이부      | 8     | 0     | 0     | 0     | 0       | 1     | 1     | 0        | --    | .500  | 35    | 7.1    | 11       | 1        | 5     | 0    | 0     | 1        | 0     | 0     | 8     | 8        | 9.82     | 2.18    |
| 통산 : 19년 | 통산 : 19년 | 755   | 16    | 1     | 0     | 0       | 91    | 46    | 131      | --    | .664  | 5282  | 1306.1 | 1104     | 119      | 354   | 69   | 58    | 846      | 10    | 2     | 429   | 401      | 2.76     | 1.12    |

- 굵은 글씨는 시즌 최고 성적.